# Neuf arcs

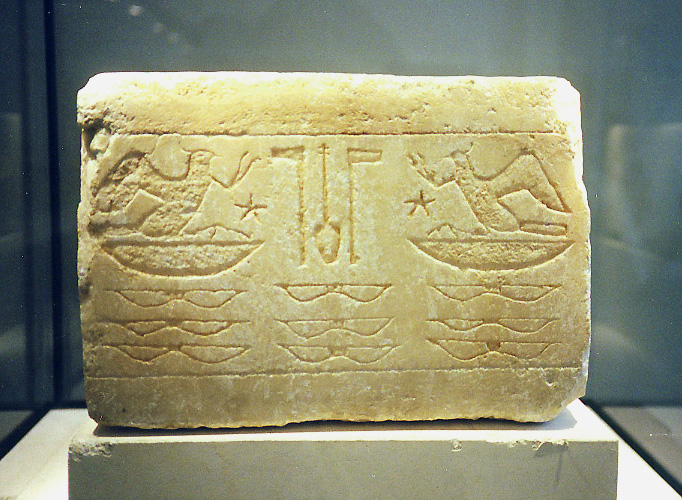
Représentation des neuf arcs sur la base d'une statue de Nectanébo II

Les neuf arcs est un terme utilisé dans l'Égypte antique pour représenter ses ennemis traditionnels. Les populations couvertes par ce terme a changé au fil du temps, tout comme les ennemis ont changé, et il n'y a pas de véritable liste des neuf arcs. Quand ils sont illustrés, les « neuf arcs » sont généralement habillés montrant la différence de chacun, car ils incarnent chacun un ennemi pertinent de l'époque.